# Fotosíntesis oxigénica

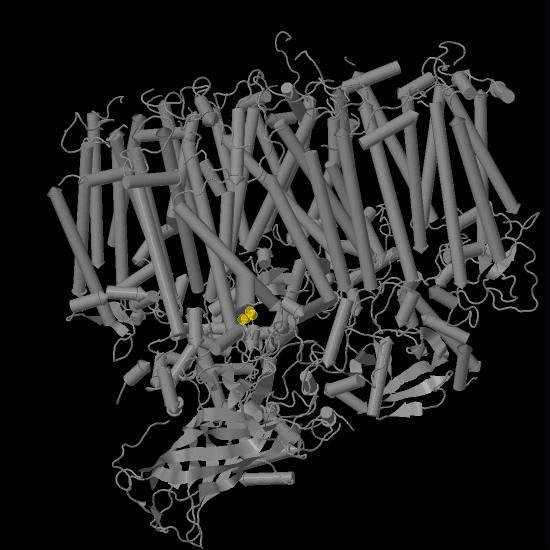
modalidad metabólica que se observa en las plantas producida por microorganismos

La fotosíntesis oxigénica es la modalidad de fotosíntesis en la que el agua es el donante primario de electrones y que, por lo tanto, libera oxígeno (O2) como subproducto.
Esta modalidad metabólica es propia de las cianobacterias y de sus descendientes por endosimbiosis, los diversos tipos de cianelas y plastos que se observan en las (algas) eucarióticas y en las plantas. 
Las otras bacterias y arqueobacterias fotosintéticas recurren a otros donantes de electrones, como el sulfuro o el hidrógeno. A partir de que la fotosíntesis oxigénica apareciera en cianobacterias y se convirtiera en la forma principal de metabolismo autótrofo, la atmósfera terrestre empezó a enriquecerse en oxígeno, hasta entonces casi ausente.
En palabras simples, el proceso de combinación de dióxido de carbono con agua para formar azúcar, resulta en un exceso de oxígeno, el cual es liberado.